# Teesdalia conferta
Teesdalia conferta är en korsblommig växtart som först beskrevs av Mariano Lagasca y Segura, och fick sitt nu gällande namn av Oliver Appel. Teesdalia conferta ingår i släktet sandkrassingar, och familjen korsblommiga växter. Inga underarter finns listade i Catalogue of Life.

## Bildgalleri

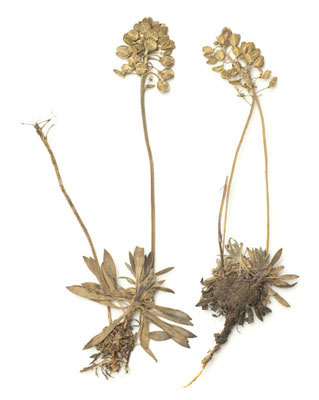